# Perino del Vaga
Perino del Vaga (bijnaam van Piero Bonaccorsi) (Florence, 3 juli 1501 – Rome, 29 oktober 1547) was een Italiaans kunstschilder en tekenaar, in de late renaissance. Hij schilderde in maniëristische stijl.

## Biografie
Perino del Vaga werd geboren in de buurt van Florence. Zijn vader was soldaat in het binnenvallende leger van Karel VIII van Frankrijk. Perino's moeder overleed toen hij nog maar twee maanden oud was. Hij werd daarna opgevoed door de tweede vrouw van zijn vader. Perino was eerst in de leer bij een drogist, en kwam in de leer bij de schilder Andrea de' Ceri. Vervolgens kwam hij op elfjarige leeftijd in de leer bij Ridolfo Ghirlandaio.
Perino was een van de meest getalenteerde leerlingen van Ghirlandaio. Een andere schilder, Vaga uit Toscanella, nam de taak op zich om de jongen in Rome te vestigen. Toen hij in Rome aankwam, was hij arm kon als decorateur aan de slag. Hij werd belast met het ondergeschikte werk van Rafaël in het Vaticaan. Hij assisteerde Giovanni da Udine in de stuc- en arabeskversieringen van de Loggie Vaticane en terwijl Rafaël zelf de grote ontwerpen verzorgde, voerde Perino enkele van kleine maar fijn gecomponeerde bijbelse onderwerpen uit.
Voorbeelden van Perino's bijdragen hier zijn: Abraham en Izaäk, Jacob die worstelt met de engel, Jozef en zijn broers, de Hebreeën die de Jordaan oversteken, de val en de verovering van Jericho, Joshua die de zon gebiedt om stil te staan, de geboorte van Christus, de doop en het laatste avondmaal. Sommige hiervan zijn in bronstinten, terwijl andere voorstellingen in kleur zijn. Hij schilderde ook, naar Rafaëls tekeningen, figuren van de planeten in de grote hal van Appartamenti Borgia. Perino werd al snel beschouwd als een van Rafaëls belangrijkste assistenten, op Giulio Romano na.
Voor Rafaël zelf was hij altijd buitengewoon attent. Zijn solowerken in de stad omvatten de hal van Palazzo Baldassini (1520-1522), een nobel gebouw in het centrum van de stad en de Pietà in de kerk van Santo Stefano del Cacco.
Na de dood van Rafaël in 1520 en de pest van 1523 volgde een onrustige periode voor Perino. Hij keerde terug naar Florence en raakte bevriend met Rosso Fiorentino en voerde een bewonderenswaardig ontwerp uit van de 10.000 martelaren (nu verloren).

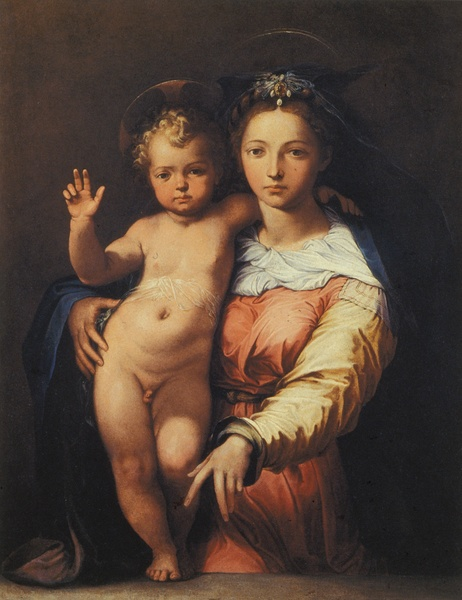
Perino del Vaga, Maria met Kind, olieverf op doek, Rome, Palazzo Montecitorio.

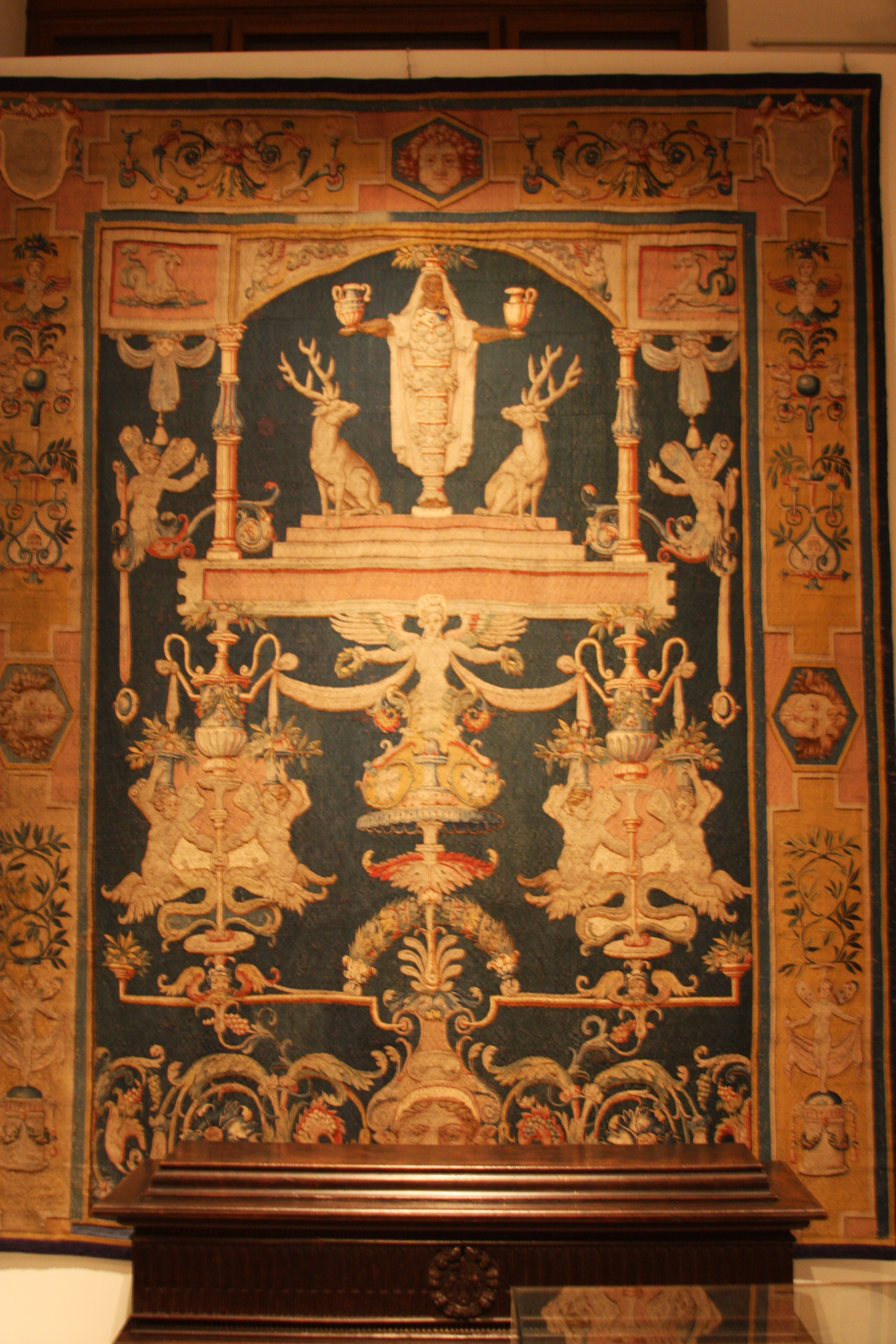
Wandtapijt met motieven door Perino del Vaga, 1545.

## Werk in Genua
In 1527 werd Perino door de prins-admiraal Andrea Doria uitgenodigd naar Genua om zijn paleis in Fassolo, bekend als Villa del Principe, te herbouwen en versieren. 
De fresco-decoratie van de Villa del Principe begon in 1529, met het schilderen van Quos Egos (nu verloren) uit de Aeneis. 
Hij wordt gezien als de stichter van een quasi-Romeinse kunstschool te Genua. Hij versierde het paleis in een stijl vergelijkbaar met die van Giulio Romano in het Palazzo Te te Mantua, met fresco's van historische en mythologische onderwerpen in de appartementen, fantasievol en sierlijk arabesk werk met sculpturale en architectonische details. 
Tot de belangrijkste werken behoren: De oorlog tussen de goden en reuzen; Horatius Cocles die de brug verdedigt; en De standvastigheid van Mutius Scaevola. Het belangrijkste werk van allemaal, de Schipbreuk van Acneas, is verloren gegaan. 
Hij voerde in Genua ook talrijke altaarstukken en ontwerpen voor wandtapijten uit. 
Vanuit Genua bezocht Perino tweemaal Pisa waar hij een altaarstuk (Tronende Maria met heiligen) in de kathedraal heeft geschilderd

## Werk in Rome en overlijden
Een jaar later keerde hij terug naar Rome en beschilderde hij de Pucci-kapel in de Trinità dei Monti. Paus Paulus III betaalde zijn salaris. Hij retoucheerde veel werken van Rafaël. Hij schilderde de decoratie voor de Cappella Paolina en andere zalen van de Castel Sant'Angelo, enkele fresco's in de kerk van San Marcello, in de Stanza della Segnatura in het Vaticaan en in van de Sixtijnse Kapel.
Perino hield zich bezig met de algemene decoratie van de Sala Reale, begonnen door Paul III toen hij stierf op 19 oktober 1547 in Rome. Hij is begraven in het Pantheon. Zijn werk in het Castel Sant'Angelo werd voortgezet door zijn student Pellegrino Tibaldi.

## Kunstwerken
- Florence, Uffizi: Tarquinio Prisco fonda il tempio di Giove in Campidoglio; Giustizia di Seleuco, 1521
- Genua:
  - Palazzo Rosso: Madonna col Bambino, san Giuseppe e san Giovannino
  - Villa del Principe: La caduta dei Giganti, De voorvaderen van de Doria's en de Romeinse Deugden (1531-1533)
- Hampton Court, Royal Collection: Il cattivo ladrone; Il buon ladrone,1520-1525 circa
- Londen, Courtauld Gallery: Sacra famiglia con san Giovannino, 1528-1537
- Roma:
  - Castel Sant'Angelo, Sala di Apollo: fresco's
  - Chiesa di San Marcello al Corso, kapel: Creazione di Eva; Gli evangelisti Marco e Giovanni, 1524-1527
  - Chiesa di Santa Maria in Domnica, schip
  - Chiesa di Santa Maria in Trastevere, kapel: Madonna di Strada Cupa, olio
  - Chiesa di Santa Trinità dei Monti, Kapel Pucci: Storie del vecchio e del nuovo testamento, affreschi, 1529
  - Chiesa di Santo Stefano del Cacco: Cristo in pietà
  - Galleria Borghese: Madonna col Bambino; Sacra Famiglia
  - Galleria Colonna: San Giuliano l'Ospitaliere
  - Galleria Spada: Spalliera per Het laatste oordeel van Michelangelo, 1542
  - Palazzo Baldassini, eerst verdieping
  - Palazzo della Cancelleria: Salone di Studio: fresco's
  - Palazzo Massimo alle Colonne: Storie dell'Eneide and stukwerk
- Vaticaanstad, Vaticaanse Musea:
  - Appartamento Borgia, Sala dei Pontefici: stukwerk en fresco's, samen met Giovanni da Udine
  - Loggia di Raffaello: Storie di Giosuè; Storie di Davide; Storie di Salomone; Storie di Cristo, 1517-1519
  - Sala Regia: stukwerk
  - Stanza della Segnatura: rand van de Disputa del Sacramento van Raphael.
- Vienna, Museo Liechtenstein: Sacra Famiglia
- Washington, National Gallery of Art: Natività, 1534
- Celle Ligure, Chiesa di San Michele Arcangelo: Polittico di San Michele, 1535
- Museo - Antico Tesoro della Santa Casa (Loreto): Madonna col Bambino, San Giuseppe e San Giovannino

#### Voetnoten
1. ↑  Volgens Giorgio Vasari in: Le Vite de' più eccellenti pittori, scultori, e architettori da Cimabue insino a' tempi nostri (1568).
2. 1 2  Catalogo delle ville genovesi. Italia Nostra, Genoa (1967), pp. 79-97.
3. ↑  (it) Perìn del Vaga nell'Enciclopedia Treccani. www.treccani.it. Geraadpleegd op 26 oktober 2023.